# 그리스 리바이벌 건축

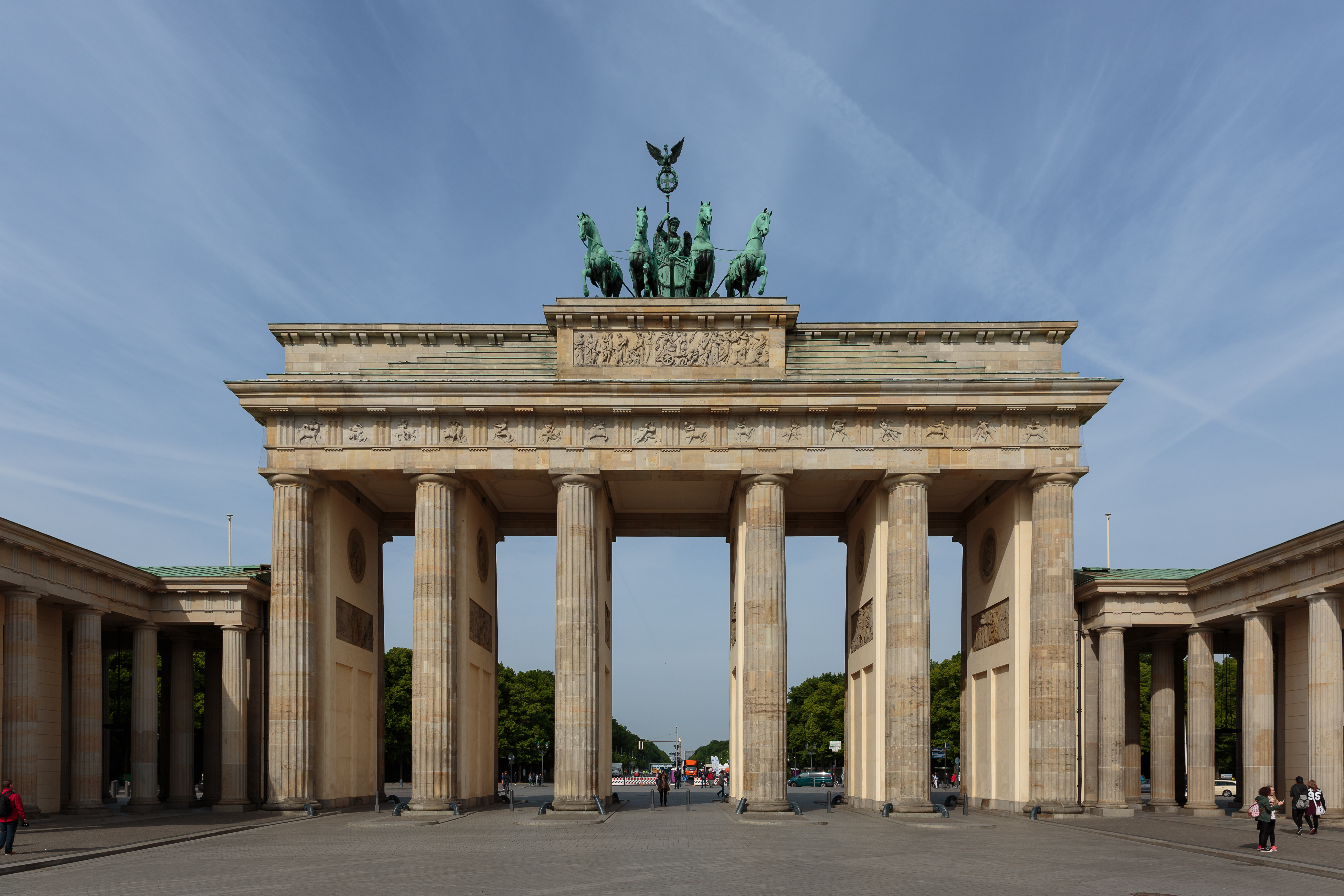
독일 베를린의 브란덴부르크 문

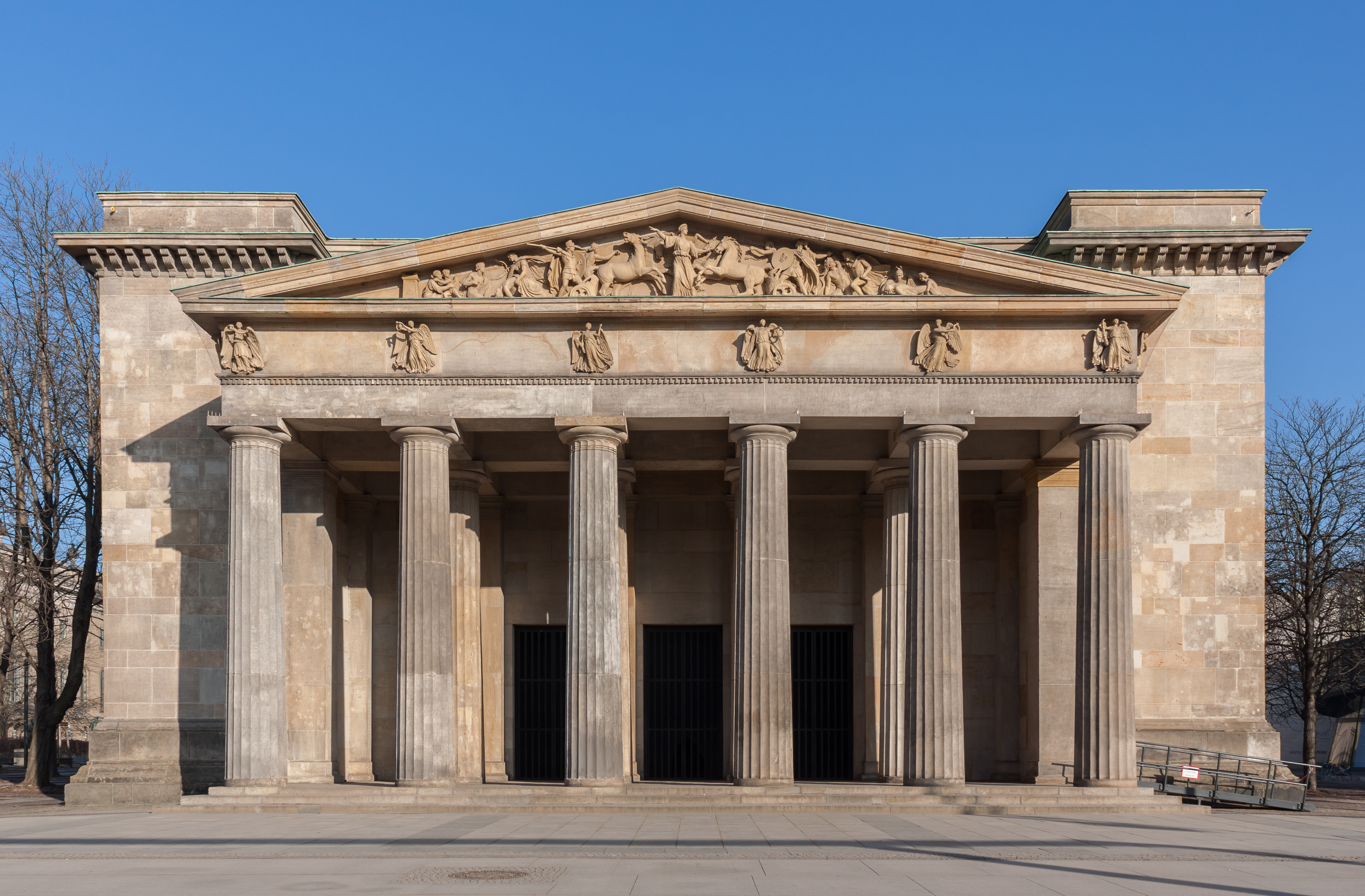
독일 베를린의 노이에 바헤 (1816년~1819년)

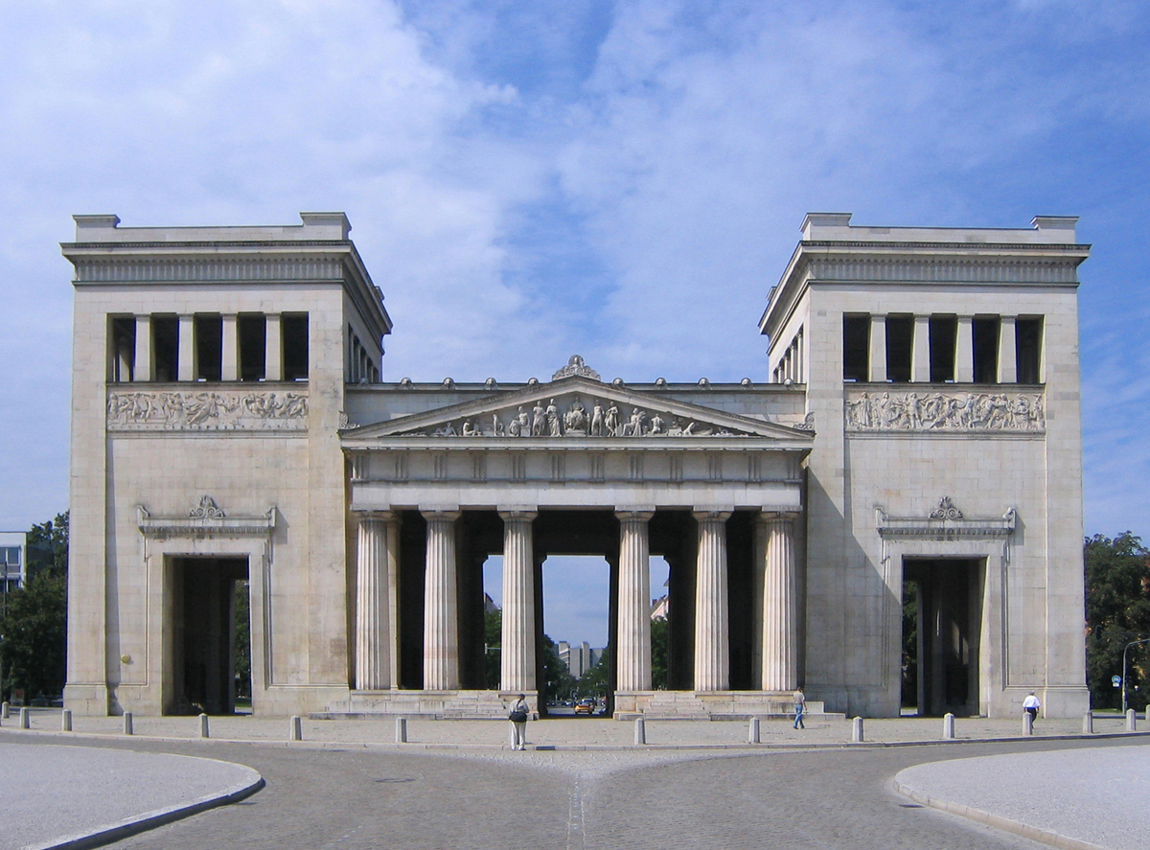
레오 폰 클렌체의 프로필라이아. 독일 뮌헨 소재. 1854년~1862년

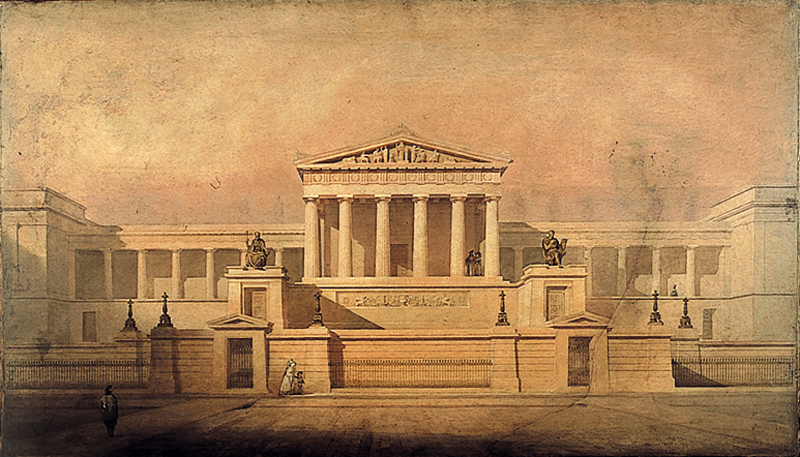
토머스 해밀턴의 로열 하이 스쿨 설계도. 1829년 완공.

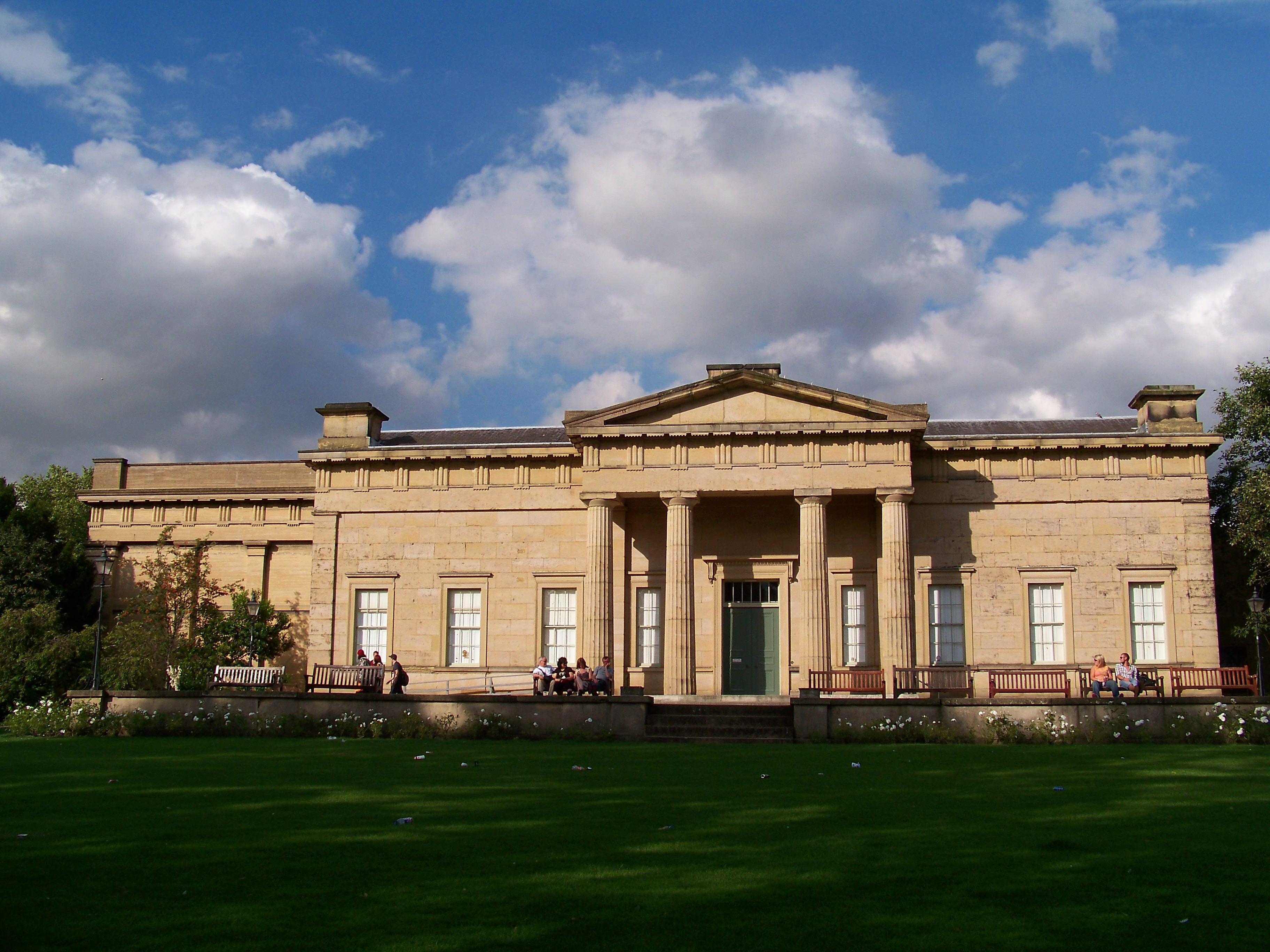
윌리엄 윌킨스의 요크셔 박물관. 1830년 2월 완공.

그리스 리바이벌 건축 (Greek Revival, 그리스 부흥 건축)은 18세기 중반부터 시작되어 18세기 말~19세기 초에 특히 발달한 서양의 건축 운동으로, 독일이나 영국 등 유럽 북부와 미국, 캐나다, 그리고 1832년 독립한 그리스 본국에서도 유행했던 양식이다. 고대 그리스 건축의 형태와 양식, 특히 그리스 신전의 특징을 상당수 따와 부활시킨 양식이나, 그 일관성이나 고증의 수준은 다양했다. 근대 헬레니즘의 산물로서, 로마 건축을 주로 하여 오래토록 이어져 왔던 신고전주의 건축 발전사의 마지막 단계로 볼 수 있다. 그리스 리바이벌이라는 말은 1842년 영국의 찰스 로버트 코커렐이 왕립예술원의 건축학 교수로 재직할 당시 한 강의에서 처음 만들어낸 용어이다.
이 시기 건축가들은 그리스와 터키를 직접 탐사하거나, 기존에 방문했던 이들의 여행기를 통해 도리아식과 이오니아식 건축에 대한 이해를 높일 수 있었으며 그리스 리바이벌 건축의 발전에 기여하였다. 기본적으로 고대 그리스에 기원을 둔 채 여러 나라에서 받아들여졌던 그리스 리바이벌 건축의 어법은, 그 보편성에도 불구하고 각국의 내셔널리즘과 시민도덕의 표현수단으로 여겨졌다. 나아가 프랑스나 이탈리아 건축에서 주로 보이던 해이한 디테일과 경박함으로부터의 해방을 뜻하기도 하였다. 이는 특히 영국, 독일, 미국의 사례에서 찾아볼 수 있는데 그리스 리바이벌 건축이 교회적, 귀족적 배경으로부터 자유로워지고 새로이 부상하던 자유주의 정치 의제에 알맞은 것으로 여겨지게 되었다.
19세기 초부터는 가구와 실내디자인에도 그리스풍이 드리워지기 시작하였는데 이를 네오그렉 (Neo-Grec)이라고도 한다. 영국의 토머스 호프가 디자인한 장식이 큰 영향을 끼쳐 신고전주의 양식, 엠파이어 양식, 러시아 제국양식, 리전시 양식 등으로 다양하게 알려졌다. 그리스 리바이벌 양식은 나라별로 다른 양상을 띄었으며 미국에서는 1860년대 남북전쟁 시기까지, 스코틀랜드에서는 그 이후까지 유행하였다.

## 그리스의 재발견
18세기 초만 하더라도 유럽에서 고대 그리스 문명이란 교육받은 엘리트층 내에서 무한한 위상을 지닌 정도 외에는 직접적인 지식이 별로 없었다. 고대 그리스의 건축은 지리학자 파우사니아스 등의 고대 문헌으로만 알려져 있었고, 당시 그리스는 오스만 제국의 지배를 받고 있는 오스만령 그리스였기 때문에 대튀르크 전쟁으로 제국이 침체기에 접어들기 전까지는 방문 자체가 어렵고 위험한 일이었다. 18세기 초 행해진 그랜드 투어도 아테네를 방문한 사람은 거의 없었고, 건축 유적에 대한 큰 연구를 한 사람도 없는 실정이었다.
그리스 유적 탐사가 본격적으로 시작된 것은 1751년 딜레탄티 협회의 후원으로 제임스 스튜어트와 니컬라스 레베트가 제대로 된 고고학 조사에 나서면서부터였다. 스튜어트와 레베트의 조사 결과는 1762년 《아테네의 고대 유물》 (The Antiquities of Athens)로 출판되었으며, 1758년 줄리앙다비드 르 로이의 《그리스의 가장 아름다운 건축의 유적》 (Ruines des plus beaux monuments de la Grèce)과 함께 고대 그리스 건축에 대한 최초의 정밀 조사 사례로 남았다.
한편 이탈리아 남부 파에스툼에서 그리스 신전 유적 세 곳이 재발견되었는데 그리스 본토에 비해 쉽게 찾아갈 수 있다는 점에서 유럽 전역에 큰 관심을 불러일으켰고 피라네시 등이 그려낸 신전의 판화가 널리 유통되었다. 여기에 나폴레옹 전쟁으로 프랑스와 이탈리아로 향하던 그랜드 투어가 중단될 수 밖에 없었는데, 특히나 애를 먹게 된 영국에서 오스만 제국 정부와의 긴밀한 외교에 나서면서 영국의 여행객과 예술가, 건축가들은 그리스와 터키를 직접 방문하게 되었다. 이를 통해 고대 그리스 기념물을 연구하고 고대 유물을 발굴하거나 수집하게 된 것이다. 이후 1832년에는 그리스 독립 전쟁이 마무리되면서 그리스를 언제든지 방문할 수 있는 길이 열렸다.